# Молінасека
Молінасека (ісп. Molinaseca) — муніципалітет в Іспанії, у складі автономної спільноти Кастилія-і-Леон, у провінції Леон. Населення — 818 осіб (2010).
Муніципалітет розташований на відстані близько 330 км на північний захід від Мадрида, 80 км на захід від Леона.
На території муніципалітету розташовані такі населені пункти: (дані про населення за 2010 рік)
- Асебо: 35 осіб
- Кастрільйо-дель-Монте: 1 особа
- Фольгосо-дель-Монте: 0 осіб
- Молінасека: 588 осіб
- Онаміо: 124 особи
- Парадасолана: 27 осіб
- Р'єго-де-Амброс: 43 особи

## Демографія
Динаміка населення (INE ):